# Pisara canioralis
Pisara canioralis är en fjärilsart som beskrevs av Walker 1863. Pisara canioralis ingår i släktet Pisara och familjen trågspinnare. Inga underarter finns listade i Catalogue of Life.